# キュネス・ナラティ空港
キュネス・ナラティ空港（キュネス・ナラティくうこう、中国語: 新源那拉提机场、英語: Xinyuan Nalati Airport）は、中華人民共和国新疆ウイグル自治区イリ・カザフ自治州キュネス県にある空港（ICAO - ZWNL, IATA - NLT）である.

## 概要
キュネス・ナラティ空港は2005年に完成し、季節性のある観光客向け空港として、2006年7月15日に正式に使用開始した。2008年わずか100日近くの操業で、10,400人の旅客処理能力、貨物や郵便の0.2トン、輸送便200であった。2012年からは四季を通じて開港している。
2009年の春節の前夜に、イーニン空港とナラティ空港の2つが正式に合併した。2つの空港を合併した主な目的は、人的資源を節約し、管理を統一し、お互いの長所を補い、空港の総合的な補完能力を高めることであり、アルタイ空港とブルチン・カナス空港の運営を合併するという経験を得た後、イーニン空港とナラティ空港をも合併するという新疆空港（集団）会社の決定でもあった。

## 交通
キュネス・ナラティ空港はイリ・カザフ自治州キュネス県中心部の東、約10 kmの所にある。